# Wereldkampioenschappen zwemmen 2011 – 4×200 meter vrije slag vrouwen
De 4×200 meter vrije slag vrouwen op de wereldkampioenschappen zwemmen 2011 vond plaats op 28 juli 2011, series en finale. Omdat het zwembad waarin de wedstrijd gehouden werd 50 meter lang is, bestond de race uit zestien baantjes. Na afloop van de series kwalificeerden de acht snelste ploegen zich voor de finale. Regerend wereldkampioen was China. De eerste twaalf ploegen uit de series kwalificeerden zich tevens voor de Olympische Zomerspelen 2012 in Londen.

## Podium
| Goud                                                                   | Goud | Zilver                                                                | Zilver | Brons                                                | Brons |
| ---------------------------------------------------------------------- | ---- | --------------------------------------------------------------------- | ------ | ---------------------------------------------------- | ----- |
| Missy Franklin Dagny Knutson Katie Hoff Allison Schmitt Jasmine Tosky* | USA  | Bronte Barratt Blair Evans Angie Bainbridge Kylie Palmer Jade Neilsen | AUS    | Chen Qian Pang Jiaying Liu Jing Tang Yi Zhu Qianwei* | CHN   |

* Zwemsters van wie de namen schuingedrukt staan zwommen enkel in de series.

## Records
Voorafgaand aan het toernooi waren dit het wereldrecord en het kampioenschapsrecord
| Wereldrecord en Kampioenschapsrecord | China Yang Yu Zhu Qianwei Liu Jing Pang Jiaying | 7.42,08 | Rome | 30 juli 2009 |

## Uitslagen

### Series
| Rang | Namen                                                                  | Land                | Tijd    | Serie | Baan | Bijz. |
| ---- | ---------------------------------------------------------------------- | ------------------- | ------- | ----- | ---- | ----- |
| 1    | Missy Franklin Katie Hoff Jasmine Tosky Dagny Knutson                  | Verenigde Staten    | 7.50,46 | 3     | 4    | Q     |
| 2    | Julia Wilkinson Brittany Maclean Samantha Cheverton Barbara Jardin     | Canada              | 7.52,05 | 1     | 5    | Q     |
| 3    | Ágnes Mutina Evelyn Verrasztó Katinka Hosszú Zsuzsanna Jakabos         | Hongarije           | 7.52,12 | 1     | 4    | Q     |
| 4    | Chen Qian Zhu Qianwei Liu Jing Pang Jiaying                            | China               | 7.53,24 | 2     | 4    | Q     |
| 5    | Joanne Jackson Rebecca Turner Hannah Miley Caitlin McClatchey          | Verenigd Koninkrijk | 7.55,63 | 3     | 3    | Q     |
| 6    | Angie Bainbridge Blair Evans Jade Neilsen Bronte Barratt               | Australië           | 7.55,68 | 3     | 5    | Q     |
| 7    | Coralie Balmy Ophélie-Cyrielle Etienne Charlotte Bonnet Camille Muffat | Frankrijk           | 7.55,89 | 2     | 5    | Q     |
| 8    | Lauren Boyle Amaka Gessler Penelope Marshall Natasha Hind              | Nieuw-Zeeland       | 7.57,15 | 1     | 6    | Q     |
| 9    | Haruka Ueda Hanae Ito Yayoi Matsumoto Misaki Yamaguchi                 | Japan               | 7.57,82 | 2     | 3    |       |
| 10   | Silke Lippok Lisa Vitting Daniela Schreiber Franziska Jansen           | Duitsland           | 7.58,74 | 1     | 3    |       |
| 11   | Veronika Popova Jelena Sokolova Viktoria Andrejeva Kira Volodina       | Rusland             | 7.59,69 | 3     | 6    |       |
| 12   | Ida Marko-Varga Gabriella Fagundez Sarah Sjöström Stina Gardell        | Zweden              | 8.02,30 | 2     | 6    |       |
| 13   | Alice Mizzau Federica Pellegrini Alice Nesti Renata Spagnolo           | Italië              | 8.02,69 | 2     | 2    |       |
| 14   | Valeria Podlesna Darja Stepanjoek Ganna Dzerkal Daryna Zevina          | Oekraïne            | 8.06,42 | 1     | 7    |       |
| 15   | Jördis Steinegger Birgit Koschischek Eva Chavez-Diaz Nina Dittrich     | Oostenrijk          | 8.06,67 | 1     | 2    |       |
| 16   | Sycerika McMahon Melanie Nocher Clare Dawson Grainne Murphy            | Ierland             | 8.07,66 | 2     | 7    |       |
| 17   | Charetzeni Escobar Liliana Ibanez Patricia Castañeda Rita Medrano      | Mexico              | 8.16,03 | 3     | 7    |       |
| —    |                                                                        | Zuid-Korea          |         | 3     | 2    |       |

### Finale
| Rang   | Namen                                                                  | Land                | Tijd    | Baan | Bijz. |
| ------ | ---------------------------------------------------------------------- | ------------------- | ------- | ---- | ----- |
| Goud   | Missy Franklin Dagny Knutson Katie Hoff Allison Schmitt                | Verenigde Staten    | 7.46,08 | 4    |       |
| Zilver | Bronte Barratt Blair Evans Angie Bainbridge Kylie Palmer               | Australië           | 7.47,42 | 7    |       |
| Brons  | Chen Qian Pang Jiaying Liu Jing Tang Yi                                | China               | 7.47,66 | 6    |       |
| 4      | Camille Muffat Coralie Balmy Charlotte Bonnet Ophélie-Cyrielle Etienne | Frankrijk           | 7.52,22 | 1    |       |
| 5      | Ágnes Mutina Evelyn Verrasztó Katinka Hosszú Zsuzsanna Jakabos         | Hongarije           | 7.52,39 | 3    |       |
| 6      | Joanne Jackson Rebecca Turner Hannah Miley Caitlin McClatchey          | Verenigd Koninkrijk | 7.53,51 | 2    |       |
| 7      | Barbara Jardin Julia Wilkinson Samantha Cheverton Brittany Maclean     | Canada              | 7.53,62 | 5    |       |
| 8      | Lauren Boyle Amaka Gessler Penelope Marshall Natasha Hind              | Nieuw-Zeeland       | 7.56,55 | 8    |       |